# Binatisphinctes
Binatisphinctes – rodzaj głowonogów z wymarłej podgromady amonitów.
Żył w okresie jury (kelowej).